# Ménétrol
Ménétrol ist eine französische Gemeinde mit 1.641 Einwohnern (Stand: 1. Januar 2022) im Département Puy-de-Dôme in der Region Auvergne-Rhône-Alpes. Die Gemeinde gehört zum Arrondissement Riom und zum Kanton Châtel-Guyon (bis 2015: Kanton Riom-Est). Die Einwohner werden Ménétroliens genannt.

## Lage
Ménétrol liegt an der Limagne etwa 10 Kilometer nordnordöstlich von Clermont-Ferrand. Das Gemeindegebiet wird von den Flüsschen Gensat und Maréchot tangiert. Umgeben wird Ménétrol von den Nachbargemeinden Riom im Norden und Nordwesten, Saint-Beauzire im Osten, Gerzat im Süden sowie Châteaugay im Süden und Westen.
Am östlichen Rand der Gemeinde führt die Autoroute A71/Autoroute A89 entlang, durch die Gemeinde hindurch die frühere Route nationale 9 (heutige D2009).

## Bevölkerungsentwicklung
| Jahr                       | 1962 | 1968 | 1975 | 1982 | 1990 | 1999 | 2006 | 2013 |
| Einwohner                  | 506  | 550  | 678  | 924  | 1759 | 1696 | 1581 | 1628 |
| Quellen: Cassini und INSEE |      |      |      |      |      |      |      |      |

## Sehenswürdigkeiten
- Kirche Saint-Martin

## Wirtschaft
Im Süden der Gemeinde liegt ein größeres Areal der Firma Michelin, die hier ein Testgelände betreibt.